# Unasi
Unasi so v izmišljenem svetu televizijske nanizanke Zvezdna vrata prvi gostitelji Goa'uldov a jih je potem zamenjal človek, ki je bolj spreten z orožjem in orodji. 